# 尖吻安渡陶鯰
尖吻安渡陶鯰，為輻鰭魚綱鯰形目鼬鯰科的其中一種，為熱帶淡水魚，分布於南美洲黑河及奧里諾科河流域，體長可達32.3公分，棲息在底層水域，生活習性不明。